# Мужужі
Мужужі (груз. მუჟუჟი) — грузинський холодець зі свинини. Особливістю страви є те, що її готують з двох видів компонентів (з ніжок і хвостів та з нежирного поросячого м'яса), які обробляють дещо відмінними один від одного способами, після чого з'єднують в одну страву вже звареними. Інгредієнти злегка маринують винним оцтом, настояним на естрагоні та базиліці. Оцет повинен становити десяту частину від об'єму відвару, яким заливають готову страву. Страва подається холодною через добу після приготування із зеленою цибулею і пряною зеленню.

## Інгредієнти
- ноги, вуха, хвости
- свиняче м'ясо
- цибуля ріпчаста
- морква
- оцет винний
- перець запашний
- лавровий лист
- кориця
- часник
- коріння петрушки та селери
- зелень